# Bruno Kitt
Bruno Kitt (* 9. August 1906 in Heilsberg in Ostpreußen; † 8. Oktober 1946 in Hameln (hingerichtet)) war ein deutscher Mediziner und SS-Führer. Als KZ-Arzt war er in den Konzentrationslagern Auschwitz und Neuengamme eingesetzt.

## Leben
Kitt war der Sohn eines Lehrers. Nach dem Abitur begann er ein Studium der Naturwissenschaften, absolvierte dann jedoch ein Medizinstudium an der Universität Münster und wurde zum Dr. med. promoviert. Nach der Machtergreifung der Nationalsozialisten trat er zum 1. Mai 1933 der NSDAP (Mitgliedsnummer 3.098.828) und bald darauf der SS bei (SS-Nummer 246.756). Nach Studienende fand er 1936 eine Anstellung bei der Ruhr-Knappschaft, zunächst als Assistenz- und später als leitender Vertrauensarzt.
Während des Zweiten Weltkrieges wurde er im März 1942 zur Waffen-SS eingezogen und absolvierte eine Grundausbildung im KZ Sachsenhausen. Ab Juni 1942 war er Lagerarzt im KZ Auschwitz. Unter anderem fungierte er im KZ Auschwitz II (Birkenau) als Chefarzt des Frauenhäftlingskrankenbaus und selektierte in dieser Funktion auch kranke weibliche Häftlinge zur Vergasung aus. Aufgrund einer Fleckfiebererkrankung musste er im Lazarett behandelt werden. Zeitweise war er auch Lagerarzt im KZ Auschwitz-Monowitz.
Der Auschwitzüberlebende Hermann Langbein schildert Kitt als sehr intelligenten und teilweise sogar zugänglichen Lagerarzt, der kein fanatischer Nationalsozialist war. Kitt habe einmal seinen Vorgesetzten Eduard Wirths gebeten, ihn als Lagerarzt abzulösen, damit er nicht an Selektionen teilnehmen müsse. Daraufhin habe Wirths Kitt kurzzeitig zum Truppenarzt ernannt, was diesen aber nicht von Selektionen ankommender Häftlingstransporte entband. Kitt erhielt Mitte September 1943 das Kriegsverdienstkreuz II. Klasse mit Schwertern und wurde zum SS-Hauptsturmführer befördert. Im Juli 1944 heiratete Kitt Cläre Maus, die als Laborantin im KZ Auschwitz tätig gewesen war. Das Paar bekam einen Sohn.
Nach der Befreiung von Auschwitz Ende Januar 1945 wurde Kitt im Februar 1945 in das KZ Neuengamme versetzt, wo er bis April/Anfang Mai 1945 unter dem Standortarzt Alfred Trzebinski als Lagerarzt tätig war. Kitt war sowohl für die Behandlung von Angehörigen der Lager-SS als auch für die Einstufung von KZ-Häftlingen bezüglich ihrer Arbeitsfähigkeit zuständig. Bei Kriegsende begleitete er Schiffstransporte von Häftlingen aus Außenlagern des KZ Neuengamme in das Stalag X-B. Von dort begleitete er einen Häftlingstransport über Flensburg nach Malmö und kehrte dann nach Norddeutschland zurück.
Nach Kriegsende wurde er von der britischen Armee verhaftet und beim Neuengamme-Hauptprozess wegen der Teilnahme an Verbrechen im KZ Neuengamme angeklagt. Am 3. Mai 1946 wurde Kitt zum Tode durch den Strang verurteilt und am 8. Oktober 1946 im Gefängnis Hameln hingerichtet.